# Iphiaulax duvivieri
Iphiaulax duvivieri är en stekelart som beskrevs av Szepligeti 1914. Iphiaulax duvivieri ingår i släktet Iphiaulax och familjen bracksteklar. Inga underarter finns listade i Catalogue of Life.